# Atari Flashback
2004 brachte Atari mit dem Atari Flashback eine stationäre Spielkonsole auf den Markt, welche sich am Atari 7800 und am Atari 2600 orientierte. Es handelt sich um eine Spielkonsole ohne Modulschacht, bei der 20 vorinstallierte Spiele auf einem internen Speicher vorhanden sind. Die Konsole sollte nochmals den Kultstatus einer Generation hervorrufen und die Veröffentlichung war ursprünglich nur für den asiatischen Markt geplant. Das Gerät kam neben Nordamerika auch zu einem Preis von 39,95 € nach Europa (hier nur für den französischen Markt) und letztlich auch in einer überarbeiteten Version nach Deutschland. Es ist die erste Konsole der Atari-Flashback-Serie.
Da die Konsole keine Original-Hardware enthielt (ironischerweise werkelt im Inneren der Konsole ein NES-on-a-chip), mussten die Spiele nachprogrammiert werden (Remake), wodurch die Grafik nur sehr rudimentär den Originalspielen entspricht. Dies führte zu teilweise groben Fehlern in einigen Spielen und war deshalb für die immer noch große Fan-Gemeinde unbefriedigend. Atari präsentierte deshalb kurze Zeit später in den USA die Konsole Atari Flashback 2 (2005), welche nahezu 100 % kompatible Hardware enthielt. Es folgten Atari Flashback 2+ (2010), Atari Flashback 3 (2011), Atari Flashback 4 (2012), Atari Flashback 5 (2014), Atari Flashback 6 (2015), Atari Flashback 7 und Atari Flashback Portable (2016), Atari Flashback 8 und 8 Gold (2017), Atari Flashback 9 und 9 Gold (2018) und Atari Flashback X (2019) sowie Atari Flashback 11 Gold 50th ANNIVERSARY Edition (2022) und der Atari Flashback 12 Gold HD. Der Atari Flashback 8 Gold verfügt erstmals über ein HDMI-Kabel und Wireless-Joysticks sowie über eine Speicher- und Zurückspulfunktion. Durch das HDMI-Kabel werden Inhalte in 720p statt wie bei älteren Modellen mit Cinch-Kabel in 480p dargestellt.

## Produktion
Atari Interactive Inc. vermarktete in Europa über Atari Europe SAS das Atari Flashback. Die Konsole wurde in Deutschland in der original französischen Verpackung verkauft, wobei lediglich eine zusätzliche Papphülle inkl. Spielanleitung beigelegt wurde. Die französische Spielanleitung wurde in der deutschen Fassung nicht entfernt.

## Spezifikationen
Stromversorgung: 9 V; Gleichspannung per Netzadapter
Maße:
11,43 cm (L)
5,08 cm (B)
7,62 cm (H)
Die Konsole verfügt über einen Power-Knopf sowie über eine Reset-Taste und 2 Anschlussbuchsen (Controller).

## Verpackungsinhalt
- Konsole Atari Flashback
- 2 Controller (Atari-7800-Controller mit 2 zusätzlichen Menü-Knöpfen)
- Netzadapter
- AV-Kabel (Ton nur mono)
- Scart/AV-Adapter
- Spielanleitung (Deutsch + Französisch)

## Menü
Es erscheint nach dem Anschluss ein Hauptmenü, bei dem eine animierte Atari-7800-Konsole auf dem Bildschirm angezeigt wird. Links und rechts davon stapeln sich je 10 Original-Atari-Spiele. Jedes dieser 20 Atari-Spiele kann per Joystick angewählt werden, wobei jedes Modul für ein Spiel steht, welches über der Konsole dargestellt wird. Ein zusätzliches Feature ist die Konsole selbst: Navigiert man diese an, erhält man einen Überblick zur Geschichte der Atari-7800-Konsole.

## Vorhandene Spiele
Adventure
In Adventure muss man sich einen Weg durch ein verwinkeltes Schloss bahnen, um einen verzauberten Kelch wiederzufinden.
Air-Sea Battle
Hierbei muss man als Artilleriekommandeur, U-Boot Kapitän oder Bombenschütze gegnerische Schiffe und Flugzeuge abschießen.
Asteroids
Das Ziel in Asteroids liegt darin, die Welt vor der Vernichtung durch einen „Asteroidenschwarm“ zu bewahren.
Battlezone
Der Spieler bekämpft UFOs und Panzer.
Breakout
Ziel dieses Spiels ist es, eine Wand von Steinen restlos zu zerstören, und zwar mit Hilfe eines Balls in Pixelform, welcher von einem Schläger (Balken) gelenkt wird. Breakout wird auch das "Singleplayer Pong" genannt.
Canyon Bomber
Aus einem automatisch wechselnden Fluggerät wirft man Bomben in einen Canyon.
Centipede
Der Spieler ist in einem verzauberten Wald gefangen und muss Pilze, Tausendfüßler und andere Lebewesen zerschießen.
Crystal Castles
Hier sammelt man als ein Bär alle Edelsteine im Kristallschloss der Hexe Berthilda ein, bevor Berthilda und ihre Gefolgsleute ihn in den ewigen Winterschlaf versetzen können.
Desert Falcon
Viele Schätze liegen verstreut zwischen den Pyramiden und Obelisken. Man mus durch Fliegen und Hüpfen zu Schätzen gelangen und diese einsammeln.
Food Fight
Ziel ist es, in der Rolle des Charley Chuck zu einem innerhalb von 32 Sekunden schmelzenden Eishörnchen zu gelangen. Löcher im Boden, den Gegnern und herumfliegenden Lebensmitteln sollte man meiden.
Gravitar
Hier gilt es, 12 Sonnensysteme vor der totalen Vernichtung durch einen Reaktor (in jedem Sonnensystem einer) zu bewahren, indem er entweder abgeschaltet wird oder indem man die auf jedem Planeten vorhandenen Bunker zerstört.
Haunted House
Auffinden der drei Stücke einer Zauberurne und diese sicher zum Ausgang des Hauses bringen, in dem diese versteckt sind.
Millipede
Millipede verfolgt dasselbe Ziel wie Centipede.
Planet Smashers
Retten der Erde vor den Planet Smashers. Es stehen wechselnde Waffen und Verteidigungsmodi zur Verfügung.
Saboteur
Ziel des Spiels ist es, Hotot dabei zu helfen, einen Sprengkopf zu zerstören und eine Galaxie vor dem Untergang zu bewahren. Das Spiel geht über drei Level, die die verschiedenen Stadien des Raketenbaus darstellen sollen.
Sky Diver
Fallschirmspringer aus einem Flugzeug abwerfen, und zwar genau auf den dafür vorgesehenen Landeplatz.
Solaris
Zerstören der Cobra-Schiffe, Mechnoids und Raiders, ohne dass man selbst vernichtet wird.
Sprintmaster
In Sprintmaster stehen neun verschiedene Rennstrecken in jeweils drei verschiedenen Ausführungen (Farben) zur Auswahl.
Warlords
Schützen des eigenen Schlosses und Zerstören der Schlösser der drei Gegner.
Yars’ Revenge
Retten der Yars (mutierte Stubenfliegen), indem der gnadenlosen Qotile, der sich hinter einem Schutzschild versteckt, getötet wird.